# Sarepta (Louisiana)
Sarepta ist eine Stadt im Webster Parish im US-amerikanischen Bundesstaat Louisiana. Das U.S. Census Bureau hat bei der Volkszählung 2020 eine Einwohnerzahl von 717  auf einer Fläche von 4,1 Quadratkilometern ermittelt.
Sarepta ist Teil der sozioökonomischen Region Ark-La-Tex, die Teile der vier Bundesstaaten Arkansas, Louisiana, Oklahoma und Texas umfasst.

## Geographie
Sarepta liegt im Nordwesten des Bundesstaates Louisiana, etwa 15 Kilometer von der nördlichen Grenze zu Arkansas und 60 Kilometer von der westlichen Grenze zu Texas entfernt. Westlich der Stadt liegt ein Wildtierreservat, das sich über 40 Kilometer von der nördlichen Grenze südwärts zieht. Nördlich der Stadt befindet sich eine Seenlandschaft bestehend aus den Seen Lake Murray, Williams Lake und Paper Mill Pond.
Nahegelegen Städte sind unter anderem Cullen (5 km nördlich), Cotton Valley (6 km südlich), Springhill (8 km nördlich), Shongaloo (12 km nordöstlich) und Plain Dealing (22 km westlich). Nächstgelegene größere Stadt ist mit etwa 200.000 Einwohnern das 40 Kilometer südwestlich gelegene Shreveport.

## Geschichte

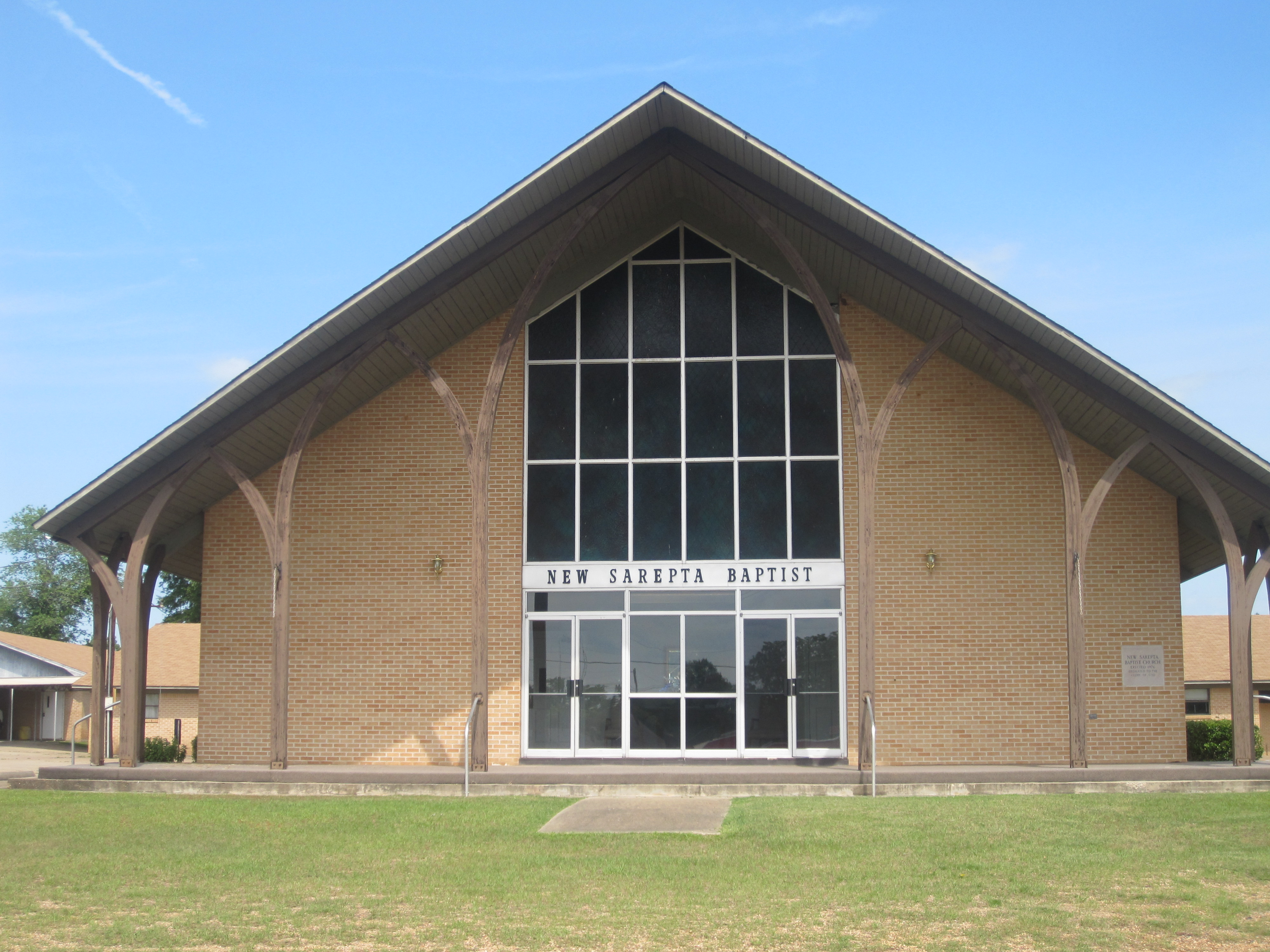
Die New Sarepta Baptist Church

1868 bestand auf dem heutigen Stadtgebiet lediglich eine kleine Kirche, in der sich Menschen aus der Gegend wöchentlich für Gebetsstunden getroffen haben. Da das Bauwerk dem Verfall preisgegeben war, entschieden sich die Kirchenmitglieder zum Bau einer neuen Kirche. Die zunächst namenlose Kirche wurde 1869 fertiggestellt. Die Ortsansässige Sarepta Carter spendete der neuen Kirche einen Bibelbestand, sodass sie letztlich nach ihr benannt wurde und als New Sarepta Baptist Church bekannt war.
1879 errichtete ein weiterer Ortsansässiger einen Gemischtwarenladen, dessen Grundstück als Old Hickory Tree bekannt war. Die kleine Siedlung bestand nun aus einer Kirche, einem Friedhof, einem Laden sowie wenigen privaten Farmen und Wohngrundstücken. Wegen seiner Nähe zu Kirche wurde der Laden bald auch als the store over at Sarepta bekannt. Die eigentliche Geschichte der Gemeinde beginnt 1884, als ein Postamt errichtet wurde.

## Verkehr
In nordsüdlicher Ausrichtung wird die Stadt durchquert vom U.S. Highway 371, der im Norden unter anderem nach Magnolia, Prescott und Nashville (alle in Arkansas) und im Süden den Interstate 20 kreuzt und hinter Coushatta im Interstate 49 aufgeht. In ost-westlicher Ausrichtung führt außerdem der Louisiana Highway 2 durch die Stadt, der von Vivian im Westen bis an die östliche Grenze Louisianas führt. Beide Highways kreuzen sich im Stadtkern.
Der Interstate 20 verläuft etwa 35 Kilometer südlich der Stadt.

## Demographie
Die Volkszählung 2000 ergab eine Einwohnerzahl von 925 Menschen, verteilt auf 368 Haushalte und 271 Familien. Die Bevölkerungsdichte betrug etwa 222 Menschen pro Quadratkilometer. 96,7 % der Bevölkerung waren Weiße, 2,1 % Schwarze, 1,6 % Hispanics oder Lateinamerikaner und 0,1 % Indianer. 0,9 % entstammten einer anderen Ethnizität, 0,3 % hatten zwei oder mehr Ethnizitäten. Auf 100 Frauen kamen 90 Männer. Das Durchschnittsalter lag bei 37 Jahren, das Pro-Kopf-Einkommen betrug fast 15.000 US-Dollar, womit weniger als 10 % der Bevölkerung unterhalb der Armutsgrenze lebten.
Bis zur Volkszählung 2010 sank die Einwohnerzahl auf 891.